# Amphicosmus elegans
Amphicosmus elegans är en tvåvingeart som beskrevs av Daniel William Coquillett 1891. Amphicosmus elegans ingår i släktet Amphicosmus och familjen svävflugor.
Artens utbredningsområde är Kalifornien. Inga underarter finns listade i Catalogue of Life.